# La Chapelle-sur-Loire
La Chapelle-sur-Loire is een gemeente in het Franse departement Indre-et-Loire (regio Centre-Val de Loire). De plaats maakt deel uit van het arrondissement Chinon. La Chapelle-sur-Loire telde op 1 januari 2022 1.472 inwoners.

## Geografie
De oppervlakte van Château-Renault bedroeg op 1 januari 2022 19,17 vierkante kilometer; de bevolkingsdichtheid was toen 76,8 inwoners per km².

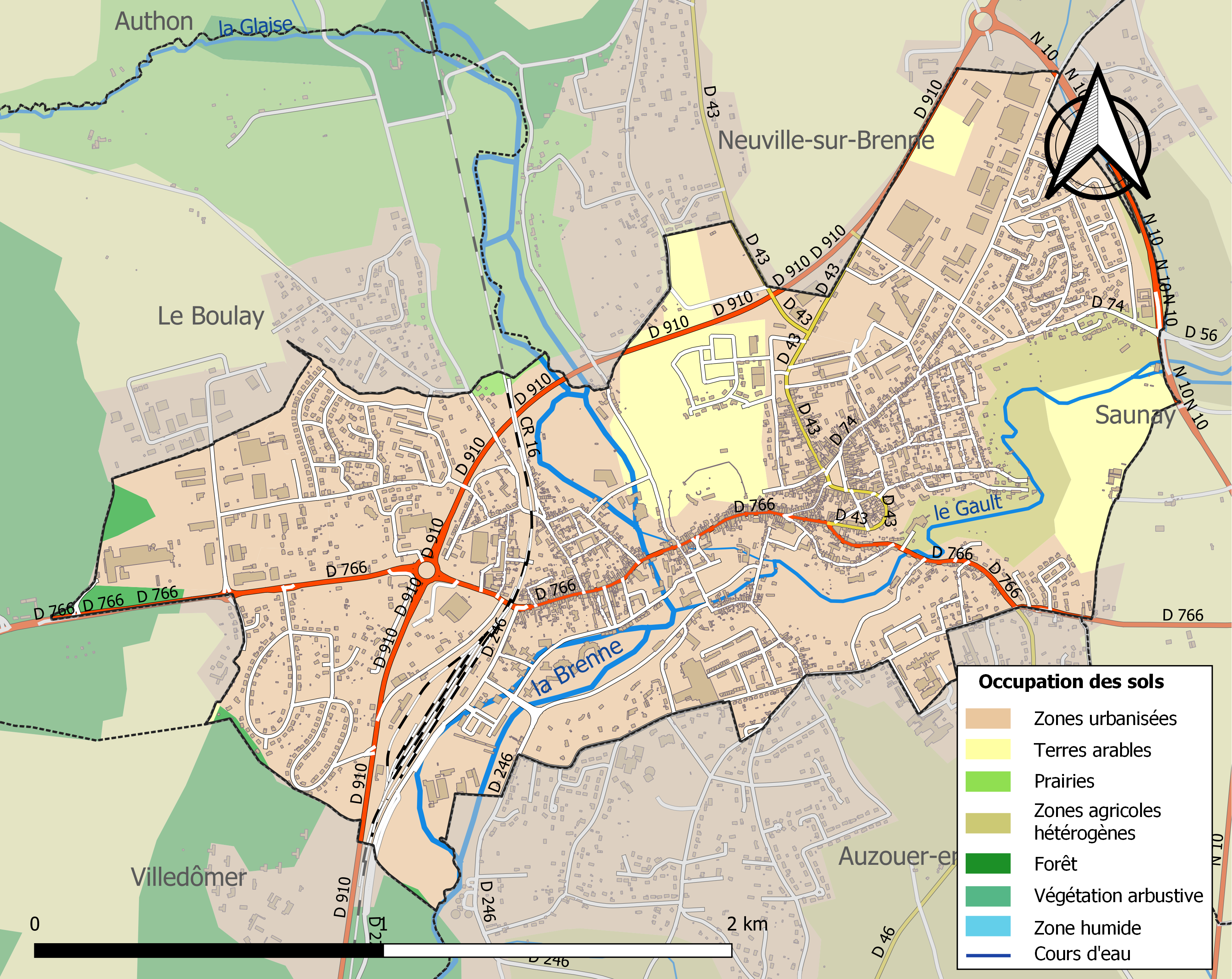
Kaart van de gemeente met belangrijkste infrastructuur, bodemgebruik en omliggende gemeenten

## Demografie
Onderstaande figuur toont het verloop van het inwonertal (bron: INSEE-tellingen).